# اتحاد نقابات العمال الهولندية
اتحاد نقابات العمال الهولندية (بالهولندية: Federatie Nederlandse Vakbeweging)‏ هو المركز النقابي الوطني في هولندا. الاتحاد هو لاعب مهم في مجال العمل والدخل. تتكون تنظيم النقابة من اتحاد مركزي ، تكمله عدة نقابات قطاعية تابعة لها تمثل مجموعات وقطاعات مهنية محددة. يهدف الاتحاد الوطني للعمال إلى حماية مصالح الموظفين ، وتعزيز ظروف العمل العادلة ، وحماية حقوق العمال على المستوى الوطني.

## التاريخ
تأسست الإتحاد في عام 1976 من اندماج اتحاد النقابات العمالية الكاثوليكية الهولندية (NKV) والاتحاد الاجتماعي الديمقراطي للنقابات العمالية الهولندية (NVV).  وكان الاتحاد الوطني للنقابات العمالية المسيحية البروتستانتية (CNV) قد شارك في المحادثات في الأصل أيضًا، لكنه رفض الاندماج الكامل في نقابة جديدة. تأسس الاتحاد بسبب انخفاض العضوية، ونتيجة لزوال الركيزة الأساسية ، وتزايد الاستقطاب السياسي بين اليسار واليمين. كان الرئيس الأول للاتحاد الوطني للنقابات هو ويم كوك ، الذي كان رئيسًا للاتحاد الوطني للنقابات منذ عام 1973. وظل زعيمًا لها حتى عام 1986، عندما دخل البرلمان عن حزب العمال الهولندي . انحلت كلاً من اتحاد النقابات العمالية الكاثوليكية الهولندية (NKV) والاتحاد الاجتماعي الديمقراطي للنقابات العمالية الهولندية (NVV) في اتحاد نقابات العمال الهولندية في بداية عام 1982.
كانت الجبهة الوطنية الهولندية حاسمة في الانتعاش الاقتصادي في هولندا خلال عقد 1980. دعمت ما يسمى اتفاقية فاسينار، حيث قبل الموظف أجورا أقل مقابل المزيد من فرص العمل. خلال عام 1990 ، دخلت الجبهة الوطنية في صراع حاد حول إصلاحات واو، قانون المعاقين ، مع مجلس الوزراء لوبرز-الثالث، حيث كان الرئيس السابق للحزب ، كوك ، نائب رئيس الوزراء. وبالتالي تم إسقاط المقترحات.
في عام 2000 دخلت الجبهة الوطنية في صراع مع مجلس الوزراء الثاني بالكينيندي على مدى أو, قانون المسنين, وواو, قانون الإعاقة. تم تنظيم احتجاج ضخم في أمستردام في عام 2004. أصبح الاتحاد الوطني الاتحادي عضوا قياديا في" كير هيت تيج " (تحويل المد والجزر) تحالف المنظمات الاجتماعية التي عارضت مجلس الوزراء وانخرطت في تنظيم المنتدى الاجتماعي الهولندي، الفرع الهولندي لل المنتدى الاجتماعي العالمي في عامي 2004 و 2006.
في عام 2012 ، انقسمت الجبهة الوطنية الجديدة تقريبا بسبب الصراع بين الجناح الأكثر راديكالية والمعتدلين حول قضية المعاشات التقاعدية. تم تجنب الانقسام ، لكنه أدى إلى إصلاح شامل للنموذج التنظيمي للنائب الوطني الجديد. في أواخر عام 2014 ، أكبر ثلاث شركات تابعة لفنف، و اتحاد الحلفاء, اتحاد البناء والخشب، و أبفاكابو، تم حله في الاتحاد.

## الأيديولوجيا
بدأت الجبهة الوطنية الجديدة بها باعتبارها اتحادا محايدا ولكن لديه قوية الاشتراكية الديمقراطية التوجه والروابط القوية مع الاشتراكية الديمقراطية بفدا. إنه أمر بالغ الأهمية لكل من الحكومة وأرباب العمل ، ولكنه أيضا مدمج بشكل كبير في اللغة الهولندية بيلاريست (الشركات) النظام. مقارنة مع كنف، الرائد الآخر المركز النقابي، و فنف هو أكثر يسارا وغالبا ما تستخدم الإضرابات، على الرغم من أن استخدام هذه الإجراءات نادر في هولندا مقارنة بالدول الأوروبية الأخرى.

## الأنشطة
أهم وظيفة فنف هي المفاوضات المفاوضة الجماعية ، على الأجور وظروف العمل الثانوية ، فإنه يحمل مع اتحادات أصحاب العمل. كما تقدم المشورة للحكومة من خلال المجلس الاقتصادي والاجتماعي حيث يكون للنقابات العمالية الأخرى ومنظمات أصحاب العمل والخبراء المعينين من قبل الحكومة مقاعد أيضا.

## المنظمات التابعة

### المنظمات التابعة الحالية
| الاسم                            | تأسست | يمثل                                           | مقاعد في البرلمان | الأعضاء (2008) |
| -------------------------------- | ----- | ---------------------------------------------- | ----------------- | -------------- |
| رابطة اللاعبين المتعاقدين        | 1961  | لاعبي كرة القدم                                | 1                 | غير متاح       |
| اتحاد الجمال                     | 1932  | الحلاقون وصالونات التجميل                      | 1                 | غير متاح       |
| اتحاد المطاعم                    | 1940  | الفنادق والترفيه والتموين                      | 2                 | 25,045         |
| نقابة موظفي دعم المجتمع الهولندي | 2014  | ضباط دعم المجتمع                               | 0                 | غير متاح       |
| اتحاد الشرطة الهولندية           | 1946  | الشرطة                                         | 2                 | 23,000         |
| الاتحاد الهولندي للصحفيين        | 1884  | الصحفيون                                       | 1                 | 9,000          |
| اتحاد التعليم العام              | 1997  | المعلمون                                       | 8                 | 77,943         |
| الاتحاد العام للأفراد العسكريين  | 1992  | العسكرية                                       | 2                 | 24,684         |
| اتحاد ماريشوسي                   | 1907  | ماريشوسي                                       | 1                 | غير متاح       |
| نوتيلوس الدولية                  | 2009  | الملاحة البحرية                                | 1                 | 6,200          |
| الرياضيين                        | 2001  | الرياضيون المحترفون (باستثناء لاعبي كرة القدم) | 1                 | غير متاح       |
| الاتحاد النسائي                  | 1981  | النساء                                         | 1                 | 4,202          |